# مالك معاذ
مالك علي معاذ (10 أغسطس، 1981 -) لاعب كرة قدم سعودي سابق.

## بداياته
عاش حياته في المدينة المنورة. بدأ حياته الكروية بالحواري ومن ثم انتقل ليلعب لفريق الأنصار هو وبقية أخوانه ليبرز هناك مما دعا إدارة النادي الاهلي للتعاقد معه وكان ذلك عام 2003
وبعد انتقاله
للأهلي لم يأخذ فرصته بالشكل المطلوب ولعل الاصابات التي داهمته سبب في ذلك
بعد قدوم المدرب نيبوشا.. سنحت الفرصة لمالك أن يثبت وجوده وكان ذلك في دوري 2005 - 2006 وكان هذا موسما ذهبيا لمالك وكان من أكبر المساهمين في تأهل فريقه نادي الأهلي السعودي الأهلي إلى نهائي كأس الاتحاد السعودي وكأس ولي العهد السعودي مما دعا البرازيلي باكيتا مدرب المنتخب السعودي لاستدعائه لقائمة كأس العالم 2006 والتي أقيمت في ألمانيا وكان مالك مع الموعد ومع أول مباراة دولية ودية يلعبها والتي كانت أمام توغو..
كان مالك مع الثقة التي منحها إياه البرازيلي باكيتا ليحرز الهدف الوحيد في المباراة وليمكن الأخضر الفوز من تلك المباراة والتي كانت نقطة التحول السريعة في حياة اللاعب مما دعا باكيتا يشركه في لقاءات المنتخب السعودي ضد تونس وأوكرانيا وإسبانيا في كأس العالم في مونديال ألمانيا.
أعاره الأهلي إلى العربي القطري في عام 2010 والنصر في عام 2011 لمدة موسم وبعدها إعتزل كرة القدم .

### كأس الخليج 2007
كانت أول كاس خليج يخوض غمارها مالك معاذ مع الأخضر وكان النجم كالعادة يغرد خارج السرب ففي مباراة البحرين أزعج الدفاع البحريني الذي شدد مراقبته ومع ذلك حصل مالك على ركلة جزاء جاء منها هدف التعديل، وفي مباراة قطر سجل هدف التعادل وكان في الموعد وسجل أفضل هدف في بطولات الخليج وهدف تاريخي ينضم لعشرات الأهداف التاريخية والأسطورية التي سجلها هذا اللاعب
شارك مالك في كأس الخليج وبالتأكيد فقد نال الإشادات الواسعة من مختلف الشرائح الرياضية.

### كأس الخليج 2009
بعد هبوط مستواه الملحوظ في موسم 2009/2010 قدم مستوى كبير في البطولة وكان المدرب في تلك البطولة الكابتن ناصر الجوهر كان يشاركه أساسيًا في جميع المباريات ويبقي الثنائي الكبير حسن الراهب ونايف هزازي في دكة البدلاء رغم أن مستواهم في ذلك الموسم كان مميز. وأدخل حسن الراهب في مباراة واحدة وفي آخر الدقايق وادخل نايف هزازي في المباراة النهائية أمام منتخب عمان بطل المسابقة في الشوط الإضافي
سجل هدفين في مرمى منتخب اليمن لكرة القدم.
وللاسف هبط مستواه كثيرا وبشكل ملحوظ منذ موسم 2008-2009
وكما هو معروف لديه ضغوط نفسيه عميقه ربما لا تراها لكن يكتمها الاعب بعد وفاه جده من ثما أخيه من عام 2008-2009 ولا يزال مشجعين النادي الأهلي ينتظرون عودة مالك 2007
ولكن مالك معاذ توقف عن ممارسة كرة القدم وانتقل إلى مجال التجارة في المدينة المنورة

## كأس آسيا 2007
برز نجم اللاعب في كأس آسيا 2007، وفي مباراة كوريا الجنوبية تسبب بركلة جزاء وأتى منها هدف التعادل تبعتها مباراة البحرين والتي خلالها صنع 3 اهداف وفي مباراة أوزبكستان صنع هدف خلال تسديدته التي تابعها ياسر القحطاني وواصل بروزه في مباراة اليابان سجل هدفين
ولعل الشارع الياباني لم ينس يومًا مالك معاذ بعد أن صال وجال في تلك المباراة وعجز الكومبيوتر الياباني في إيقافه
في نصف النهائي.

## إنجازاته

### مع النادي الأهلي
كأس الاتحاد السعودي : 2006/07م
كأس ولي العهد : 2006/07م
كأس الخليج للاندية : 2008/09م
كأس خادم الحرمين الشريفين : 2010/11م

### مع المنتخب السعودي
- المشاركة في نهائيات كأس العالم 2006م في ألمانيا.
- كأس آسيا 2007م - المركز الثاني
- كأس الخليج 2009 - المركز الثاني

### الفردية
- أفضل لاعب كرة قدم سعودي 2007م.

## اعتزاله
في سنة 2012 ترك لعب كرة القدم بشكل مفاجئ .

## روابط خارجية
- مالك معاذ على موقع قاعدة بيانات كرة القدم.إي يو (الإنجليزية)
- مالك معاذ على موقع ناشيونال فوتبول تيمز (الإنجليزية)
- مالك معاذ على موقع كووورة